# Umbrina dorsalis
Umbrina dorsalis es una especie de pez de la familia Sciaenidae en el orden de los Perciformes.

## Morfología
• Los machos pueden llegar alcanzar los 40 cm de longitud total.

## Alimentación
Come crustáceos y gusanos.

## Hábitat
Es un pez de mar clima tropical y bentopelágico.

## Distribución geográfica
Se encuentra en el Pacífico oriental: desde México hasta el Ecuador.

## Uso comercial
Su carne es muy apreciada y se vende fresco.

## Observaciones
Es inofensivo para los humanos.